# Lista över fornlämningar i Gotlands kommun (Eskelhem)
Lista över fornlämningar i Gotlands kommun (Eskelhem) är en förteckning av ett urval av de fornlämningar som finns i Eskelhem i Gotlands kommun.
| Namn                        | Lämningstyp                      | Tillkomsttid | Historisk indelning | Plats | Läge                 | ID-nr          | Bild                                      |
| --------------------------- | -------------------------------- | ------------ | ------------------- | ----- | -------------------- | -------------- | ----------------------------------------- |
| Eskelhem 1:1                | Stenkrets                        |              | Eskelhem, Gotland   |       | 57.463535, 18.135417 | 10091200010001 | Ladda upp en bild av detta fornminne      |
| Eskelhem 2:1                | Stensättning                     |              | Eskelhem, Gotland   |       | 57.462535, 18.132500 | 10091200020001 | Ladda upp en bild av detta fornminne      |
| Eskelhem 3:1                | Hällristning                     |              | Eskelhem, Gotland   |       | 57.484715, 18.217587 | 11100000000475 | Ladda upp en bild av detta fornminne      |
| Eskelhem 6:1                | Röse                             |              | Eskelhem, Gotland   |       | 57.462590, 18.234467 | 10091200060001 | Ladda upp en bild av detta fornminne      |
| Eskelhem 7:1                | Stensättning                     |              | Eskelhem, Gotland   |       | 57.473814, 18.234646 | 10091200070001 | Ladda upp en bild av detta fornminne      |
| Eskelhem 8:1                | Röse                             |              | Eskelhem, Gotland   |       | 57.473100, 18.235018 | 10091200080001 | Ladda upp en bild av detta fornminne      |
| Eskelhem 8:2                | Stensättning                     |              | Eskelhem, Gotland   |       | 57.472949, 18.234942 | 10091200080002 | Ladda upp en bild av detta fornminne      |
| Eskelhem 9:1                | Gravfält                         |              | Eskelhem, Gotland   |       | 57.471360, 18.234160 | 10091200090001 | Ladda upp en bild av detta fornminne      |
| Eskelhem 10:1               | Gravfält                         |              | Eskelhem, Gotland   |       | 57.469151, 18.249308 | 10091200100001 | Ladda upp en bild av detta fornminne      |
| Eskelhem 11:1               | Stensättning                     |              | Eskelhem, Gotland   |       | 57.462885, 18.246068 | 10091200110001 | Ladda upp en bild av detta fornminne      |
| Eskelhem 11:2               | Stensättning                     |              | Eskelhem, Gotland   |       | 57.462889, 18.245861 | 10091200110002 | Ladda upp en bild av detta fornminne      |
| Eskelhem 11:3               | Stensättning                     |              | Eskelhem, Gotland   |       | 57.462865, 18.245638 | 10091200110003 | Ladda upp en bild av detta fornminne      |
| Eskelhem 12:1               | Gravfält                         |              | Eskelhem, Gotland   |       | 57.459631, 18.233548 | 10091200120001 | Ladda upp en bild av detta fornminne      |
| Eskelhem 13:1               | Husgrund, förhistorisk/medeltida |              | Eskelhem, Gotland   |       | 57.487445, 18.205335 | 10091200130001 | Ladda upp en bild av detta fornminne      |
| Eskelhem 13:2               | Husgrund, förhistorisk/medeltida |              | Eskelhem, Gotland   |       | 57.487304, 18.204967 | 10091200130002 | Ladda upp en bild av detta fornminne      |
| Eskelhem 13:3               | Husgrund, förhistorisk/medeltida |              | Eskelhem, Gotland   |       | 57.487141, 18.204765 | 10091200130003 | Ladda upp en bild av detta fornminne      |
| Eskelhem 13:4               | Husgrund, förhistorisk/medeltida |              | Eskelhem, Gotland   |       | 57.486853, 18.204710 | 10091200130004 | Ladda upp en bild av detta fornminne      |
| Eskelhem 15:1               | Husgrund, förhistorisk/medeltida |              | Eskelhem, Gotland   |       | 57.485467, 18.188115 | 10091200150001 | Ladda upp en bild av detta fornminne      |
| Eskelhem 17:1               | Gravfält                         |              | Eskelhem, Gotland   |       | 57.482929, 18.185321 | 10091200170001 | Ladda upp en bild av detta fornminne      |
| Eskelhem 18:1               | Husgrund, förhistorisk/medeltida |              | Eskelhem, Gotland   |       | 57.484934, 18.183250 | 10091200180001 | Ladda upp en bild av detta fornminne      |
| Eskelhem 18:2               | Husgrund, förhistorisk/medeltida |              | Eskelhem, Gotland   |       | 57.485057, 18.182714 | 10091200180002 | Ladda upp en bild av detta fornminne      |
| Eskelhem 18:3               | Husgrund, förhistorisk/medeltida |              | Eskelhem, Gotland   |       | 57.485214, 18.182396 | 10091200180003 | Ladda upp en bild av detta fornminne      |
| Eskelhem 18:4               | Husgrund, förhistorisk/medeltida |              | Eskelhem, Gotland   |       | 57.485195, 18.180370 | 10091200180004 | Ladda upp en bild av detta fornminne      |
| Ullviarrojr (Eskelhem 19:1) | Gravfält                         |              | Eskelhem, Gotland   |       | 57.484162, 18.167279 | 10091200190001 | Ladda upp en bild av detta fornminne      |
| Eskelhem 20:1               | Gravfält                         |              | Eskelhem, Gotland   |       | 57.490276, 18.167212 | 10091200200001 | Ladda upp en bild av detta fornminne      |
| Eskelhem 21:1               | Gravfält                         |              | Eskelhem, Gotland   |       | 57.487952, 18.214831 | 10091200210001 | Ladda upp en bild av detta fornminne      |
| Eskelhem 22:1               | Husgrund, förhistorisk/medeltida |              | Eskelhem, Gotland   |       | 57.463224, 18.217613 | 11000000000623 | Ladda upp en bild av detta fornminne      |
| Eskelhem 22:2               | Husgrund, förhistorisk/medeltida |              | Eskelhem, Gotland   |       | 57.463185, 18.216885 | 11000000000624 | Ladda upp en bild av detta fornminne      |
| Eskelhem 22:3               | Husgrund, förhistorisk/medeltida |              | Eskelhem, Gotland   |       | 57.463316, 18.216865 | 11000000000625 | Ladda upp en bild av detta fornminne      |
| Eskelhem 22:4               | Husgrund, förhistorisk/medeltida |              | Eskelhem, Gotland   |       | 57.463525, 18.217573 | 11000000000626 | Ladda upp en bild av detta fornminne      |
| Eskelhem 23:1               | Husgrund, förhistorisk/medeltida |              | Eskelhem, Gotland   |       | 57.482396, 18.204544 | 10091200230001 | Ladda upp en bild av detta fornminne      |
| Eskelhem 24:1               | Husgrund, förhistorisk/medeltida |              | Eskelhem, Gotland   |       | 57.483113, 18.198313 | 10091200240001 | Ladda upp en bild av detta fornminne      |
| Eskelhem 25:1               | Stensättning                     |              | Eskelhem, Gotland   |       | 57.488790, 18.202546 | 10091200250001 | Ladda upp en bild av detta fornminne      |
| Eskelhem 26:1               | Stensättning                     |              | Eskelhem, Gotland   |       | 57.498536, 18.184244 | 10091200260001 | Ladda upp en bild av detta fornminne      |
| Eskelhem 27:1               | Stensättning                     |              | Eskelhem, Gotland   |       | 57.498573, 18.185606 | 10091200270001 | Ladda upp en bild av detta fornminne      |
| Eskelhem 27:2               | Stensättning                     |              | Eskelhem, Gotland   |       | 57.498468, 18.185517 | 10091200270002 | Ladda upp en bild av detta fornminne      |
| Eskelhem 28:1               | Husgrund, förhistorisk/medeltida |              | Eskelhem, Gotland   |       | 57.493113, 18.218243 | 10091200280001 | Ladda upp en bild av detta fornminne      |
| Eskelhem 28:2               | Husgrund, förhistorisk/medeltida |              | Eskelhem, Gotland   |       | 57.492848, 18.218247 | 10091200280002 | Ladda upp en bild av detta fornminne      |
| Eskelhem 28:3               | Husgrund, förhistorisk/medeltida |              | Eskelhem, Gotland   |       | 57.493011, 18.218698 | 10091200280003 | Ladda upp en bild av detta fornminne      |
| Eskelhem 29:1               | Röse                             |              | Eskelhem, Gotland   |       | 57.507044, 18.209187 | 10091200290001 | Ladda upp en bild av detta fornminne      |
| Eskelhem 29:2               | Stensättning                     |              | Eskelhem, Gotland   |       | 57.507130, 18.208659 | 10091200290002 | Ladda upp en bild av detta fornminne      |
| Eskelhem 30:1               | Stenkrets                        |              | Eskelhem, Gotland   |       | 57.509297, 18.209406 | 10091200300001 | Ladda upp en bild av detta fornminne      |
| Eskelhem 31:1               | Stensättning                     |              | Eskelhem, Gotland   |       | 57.511547, 18.214472 | 10091200310001 | Ladda upp en bild av detta fornminne      |
| Eskelhem 32:1               | Stensättning                     |              | Eskelhem, Gotland   |       | 57.512595, 18.215678 | 10091200320001 | Ladda upp en bild av detta fornminne      |
| Eskelhem 33:1               | Röse                             |              | Eskelhem, Gotland   |       | 57.513787, 18.215993 | 10091200330001 | Ladda upp en bild av detta fornminne      |
| Eskelhem 33:2               | Stensättning                     |              | Eskelhem, Gotland   |       | 57.513779, 18.216419 | 10091200330002 | Ladda upp en bild av detta fornminne      |
| Eskelhem 34:1               | Stensättning                     |              | Eskelhem, Gotland   |       | 57.515685, 18.217374 | 10091200340001 | Ladda upp en bild av detta fornminne      |
| Eskelhem 34:2               | Stensättning                     |              | Eskelhem, Gotland   |       | 57.515693, 18.216948 | 10091200340002 | Ladda upp en bild av detta fornminne      |
| Eskelhem 35:1               | Husgrund, förhistorisk/medeltida |              | Eskelhem, Gotland   |       | 57.522043, 18.209973 | 10091200350001 | Ladda upp en bild av detta fornminne      |
| Eskelhem 35:2               | Husgrund, förhistorisk/medeltida |              | Eskelhem, Gotland   |       | 57.521807, 18.209820 | 10091200350002 | Ladda upp en bild av detta fornminne      |
| Eskelhem 36:1               | Stensättning                     |              | Eskelhem, Gotland   |       | 57.521247, 18.214243 | 10091200360001 | Ladda upp en bild av detta fornminne      |
| Eskelhem 37:1               | Gravfält                         |              | Eskelhem, Gotland   |       | 57.512977, 18.197031 | 10091200370001 | Ladda upp en bild av detta fornminne      |
| Eskelhem 38:1               | Husgrund, förhistorisk/medeltida |              | Eskelhem, Gotland   |       | 57.520401, 18.203999 | 10091200380001 | Ladda upp en bild av detta fornminne      |
| Eskelhem 38:2               | Stensättning                     |              | Eskelhem, Gotland   |       | 57.520418, 18.203490 | 10091200380002 | Ladda upp en bild av detta fornminne      |
| Eskelhem 38:3               | Stensättning                     |              | Eskelhem, Gotland   |       | 57.520420, 18.203363 | 10091200380003 | Ladda upp en bild av detta fornminne      |
| Eskelhem 38:4               | Stensättning                     |              | Eskelhem, Gotland   |       | 57.520443, 18.203249 | 10091200380004 | Ladda upp en bild av detta fornminne      |
| Eskelhem 38:5               | Stensättning                     |              | Eskelhem, Gotland   |       | 57.520328, 18.203548 | 10091200380005 | Ladda upp en bild av detta fornminne      |
| Eskelhem 40:1               | Husgrund, förhistorisk/medeltida |              | Eskelhem, Gotland   |       | 57.478188, 18.217541 | 10091200400001 | Ladda upp en bild av detta fornminne      |
| Eskelhem 40:2               | Husgrund, förhistorisk/medeltida |              | Eskelhem, Gotland   |       | 57.478214, 18.217080 | 10091200400002 | Ladda upp en bild av detta fornminne      |
| Eskelhem 41:1               | Husgrund, förhistorisk/medeltida |              | Eskelhem, Gotland   |       | 57.477143, 18.212711 | 10091200410001 | Ladda upp en bild av detta fornminne      |
| Eskelhem 41:2               | Husgrund, förhistorisk/medeltida |              | Eskelhem, Gotland   |       | 57.476890, 18.212517 | 10091200410002 | Ladda upp en bild av detta fornminne      |
| Eskelhem 41:3               | Husgrund, förhistorisk/medeltida |              | Eskelhem, Gotland   |       | 57.476851, 18.213135 | 10091200410003 | Ladda upp en bild av detta fornminne      |
| Eskelhem 43:1               | Gravfält                         |              | Eskelhem, Gotland   |       | 57.478688, 18.172470 | 10091200430001 | Ladda upp en bild av detta fornminne      |
| Eskelhem 44:1               | Husgrund, förhistorisk/medeltida |              | Eskelhem, Gotland   |       | 57.493038, 18.179042 | 10091200440001 | Ladda upp en bild av detta fornminne      |
| Eskelhem 44:2               | Husgrund, förhistorisk/medeltida |              | Eskelhem, Gotland   |       | 57.492756, 18.179082 | 10091200440002 | Ladda upp en bild av detta fornminne      |
| Eskelhem 44:3               | Husgrund, förhistorisk/medeltida |              | Eskelhem, Gotland   |       | 57.493144, 18.178412 | 10091200440003 | Ladda upp en bild av detta fornminne      |
| Eskelhem 44:4               | Husgrund, förhistorisk/medeltida |              | Eskelhem, Gotland   |       | 57.492865, 18.178366 | 10091200440004 | Ladda upp en bild av detta fornminne      |
| Eskelhem 44:5               | Husgrund, förhistorisk/medeltida |              | Eskelhem, Gotland   |       | 57.492647, 18.178697 | 10091200440005 | Ladda upp en bild av detta fornminne      |
| Eskelhem 44:6               | Husgrund, förhistorisk/medeltida |              | Eskelhem, Gotland   |       | 57.492419, 18.178341 | 10091200440006 | Ladda upp en bild av detta fornminne      |
| Eskelhem 44:7               | Husgrund, förhistorisk/medeltida |              | Eskelhem, Gotland   |       | 57.492582, 18.177863 | 10091200440007 | Ladda upp en bild av detta fornminne      |
| Eskelhem 44:8               | Husgrund, förhistorisk/medeltida |              | Eskelhem, Gotland   |       | 57.492540, 18.177585 | 10091200440008 | Ladda upp en bild av detta fornminne      |
| Eskelhem 44:9               | Husgrund, förhistorisk/medeltida |              | Eskelhem, Gotland   |       | 57.492236, 18.177802 | 10091200440009 | Ladda upp en bild av detta fornminne      |
| Eskelhem 45:1               | Husgrund, förhistorisk/medeltida |              | Eskelhem, Gotland   |       | 57.490469, 18.181397 | 10091200450001 | Ladda upp en bild av detta fornminne      |
| Eskelhem 46:1               | Husgrund, förhistorisk/medeltida |              | Eskelhem, Gotland   |       | 57.500584, 18.184138 | 10091200460001 | Ladda upp en bild av detta fornminne      |
| Eskelhem 46:2               | Husgrund, förhistorisk/medeltida |              | Eskelhem, Gotland   |       | 57.500511, 18.183688 | 10091200460002 | Ladda upp en bild av detta fornminne      |
| Eskelhem 46:3               | Grav markerad av sten/block      |              | Eskelhem, Gotland   |       | 57.500539, 18.183907 | 10091200460003 | Ladda upp en bild av detta fornminne      |
| Eskelhem 47:1               | Hällristning                     |              | Eskelhem, Gotland   |       | 57.463004, 18.226305 | 11100000000592 | Ladda upp en bild av detta fornminne      |
| Eskelhem 48:1               | Gravfält                         |              | Eskelhem, Gotland   |       | 57.468805, 18.142115 | 10091200480001 | Ladda upp en bild av detta fornminne      |
| Eskelhem 50:1               | Husgrund, förhistorisk/medeltida |              | Eskelhem, Gotland   |       | 57.522631, 18.201988 | 10091200500001 | Ladda upp en bild av detta fornminne      |
| Eskelhem 56:1               | Röse                             |              | Eskelhem, Gotland   |       | 57.474379, 18.140093 | 10091200560001 | Ladda upp en bild av detta fornminne      |
| Eskelhem 56:2               | Stensättning                     |              | Eskelhem, Gotland   |       | 57.474263, 18.139896 | 10091200560002 | Ladda upp en bild av detta fornminne      |
| Eskelhem 60:1               | Grav markerad av sten/block      |              | Eskelhem, Gotland   |       | 57.478247, 18.172327 | 10091200600001 | Ladda upp en bild av detta fornminne      |
| Eskelhem 61:1               | Stensättning                     |              | Eskelhem, Gotland   |       | 57.463937, 18.245793 | 10091200610001 | Ladda upp en bild av detta fornminne      |
| Eskelhem 61:2               | Stensättning                     |              | Eskelhem, Gotland   |       | 57.463996, 18.245530 | 10091200610002 | Ladda upp en bild av detta fornminne      |
| Eskelhem 61:3               | Stensättning                     |              | Eskelhem, Gotland   |       | 57.464127, 18.245370 | 10091200610003 | Ladda upp en bild av detta fornminne      |
| Eskelhem 61:4               | Stensättning                     |              | Eskelhem, Gotland   |       | 57.463901, 18.245355 | 10091200610004 | Ladda upp en bild av detta fornminne      |
| Eskelhem 69:1               | Hög                              |              | Eskelhem, Gotland   |       | 57.498503, 18.188339 | 10091200690001 | Ladda upp en bild av detta fornminne      |
| Eskelhem 72:1               | Röse                             |              | Eskelhem, Gotland   |       | 57.486811, 18.203764 | 10091200720001 | Ladda upp en bild av detta fornminne      |
| Eskelhem 81:1               | Husgrund, förhistorisk/medeltida |              | Eskelhem, Gotland   |       | 57.493702, 18.175688 | 10091200810001 | Ladda upp en bild av detta fornminne      |
| Eskelhem 82:1               | Stensättning                     |              | Eskelhem, Gotland   |       | 57.494094, 18.174882 | 10091200820001 | Ladda upp en bild av detta fornminne      |
| Eskelhem 82:2               | Stensättning                     |              | Eskelhem, Gotland   |       | 57.494008, 18.174257 | 10091200820002 | Ladda upp en bild av detta fornminne      |
| Eskelhem 83:1               | Husgrund, förhistorisk/medeltida |              | Eskelhem, Gotland   |       | 57.493005, 18.176068 | 10091200830001 | Ladda upp en bild av detta fornminne      |
| Eskelhem 84:1               | Stensättning                     |              | Eskelhem, Gotland   |       | 57.477783, 18.197364 | 10091200840001 | Ladda upp en bild av detta fornminne      |
| Eskelhem 85:1               | Husgrund, förhistorisk/medeltida |              | Eskelhem, Gotland   |       | 57.484649, 18.177706 | 10091200850001 | Ladda upp en bild av detta fornminne      |
| Eskelhem 85:2               | Husgrund, förhistorisk/medeltida |              | Eskelhem, Gotland   |       | 57.484790, 18.178190 | 10091200850002 | Ladda upp en bild av detta fornminne      |
| Eskelhem 85:3               | Husgrund, förhistorisk/medeltida |              | Eskelhem, Gotland   |       | 57.484756, 18.178549 | 10091200850003 | Ladda upp en bild av detta fornminne      |
| Eskelhem 85:4               | Husgrund, förhistorisk/medeltida |              | Eskelhem, Gotland   |       | 57.484579, 18.178586 | 10091200850004 | Ladda upp en bild av detta fornminne      |
| Eskelhem 86:1               | Stenkrets                        |              | Eskelhem, Gotland   |       | 57.483723, 18.179039 | 10091200860001 | Ladda upp en bild av detta fornminne      |
| Eskelhem 88:1               | Gravfält                         |              | Eskelhem, Gotland   |       | 57.487801, 18.248119 | 10091200880001 | Ladda upp en bild av detta fornminne      |
| Eskelhem 89:1               | Gravfält                         |              | Eskelhem, Gotland   |       | 57.497719, 18.244556 | 10091200890001 | Ladda upp en bild av detta fornminne      |
| Eskelhem 90:1               | Gravfält                         |              | Eskelhem, Gotland   |       | 57.500380, 18.243923 | 10091200900001 | Ladda upp en bild av detta fornminne      |
| Eskelhem 96:1               | Stensättning                     |              | Eskelhem, Gotland   |       | 57.466183, 18.234818 | 10091200960001 | Ladda upp en bild av detta fornminne      |
| Eskelhem 97:1               | Stensättning                     |              | Eskelhem, Gotland   |       | 57.467226, 18.239510 | 10091200970001 | Ladda upp en bild av detta fornminne      |
| Eskelhem 97:2               | Stensättning                     |              | Eskelhem, Gotland   |       | 57.467358, 18.239509 | 10091200970002 | Ladda upp en bild av detta fornminne      |
| Eskelhem 98:2               | Stensättning                     |              | Eskelhem, Gotland   |       | 57.484492, 18.184627 | 10091200980002 | Ladda upp en bild av detta fornminne      |
| Eskelhem 101:1              | Stensättning                     |              | Eskelhem, Gotland   |       | 57.508092, 18.242402 | 10091201010001 | Ladda upp en bild av detta fornminne      |
| Eskelhem 101:2              | Stensättning                     |              | Eskelhem, Gotland   |       | 57.507994, 18.242342 | 10091201010002 | Ladda upp en bild av detta fornminne      |
| Eskelhem 101:3              | Stensättning                     |              | Eskelhem, Gotland   |       | 57.507910, 18.242271 | 10091201010003 | Ladda upp en bild av detta fornminne      |
| Eskelhem 103:1              | Stenkrets                        |              | Eskelhem, Gotland   |       | 57.481729, 18.149046 | 10091201030001 | Ladda upp en bild av detta fornminne      |
| Eskelhem 105:1              | Röse                             |              | Eskelhem, Gotland   |       | 57.482701, 18.140796 | 10091201050001 | Ladda upp en till bild av detta fornminne |
| Eskelhem 108:1              | Husgrund, förhistorisk/medeltida |              | Eskelhem, Gotland   |       | 57.518385, 18.202044 | 10091201080001 | Ladda upp en bild av detta fornminne      |
| Eskelhem 109:1              | Gravfält                         |              | Eskelhem, Gotland   |       | 57.479064, 18.163620 | 10091201090001 | Ladda upp en bild av detta fornminne      |
| Eskelhem 112:1              | Röse                             |              | Eskelhem, Gotland   |       | 57.479886, 18.162424 | 10091201120001 | Ladda upp en bild av detta fornminne      |
| Eskelhem 114:1              | Gravfält                         |              | Eskelhem, Gotland   |       | 57.485325, 18.154833 | 10091201140001 | Ladda upp en bild av detta fornminne      |
| Mästerby 5:1                | Stensättning                     |              | Eskelhem, Gotland   |       | 57.487530, 18.250827 | 10095300050001 | Ladda upp en bild av detta fornminne      |
| Tofta 54:1                  | Gravfält                         |              | Eskelhem, Gotland   |       | 57.497824, 18.175534 | 10097000540001 | Ladda upp en bild av detta fornminne      |
| Tofta 55:1                  | Husgrund, förhistorisk/medeltida |              | Eskelhem, Gotland   |       | 57.495545, 18.172122 | 10097000550001 | Ladda upp en bild av detta fornminne      |
| Tofta 150:1                 | Gravfält                         |              | Eskelhem, Gotland   |       | 57.496864, 18.175786 | 10097001500001 | Ladda upp en bild av detta fornminne      |